# وولف 1061d
وولف 1061د (بالإنجليزية: Wolf 1061d)‏ أو ول 1061د (بالإنجليزية: WL 1061d)‏ هو كوكب خارج المجموعة الشمسية يدور حول نجم قزم أحمر وولف 1061 في كوكبة الحواء على بعد حوالي 13.8 سنة ضوئية من الأرض. وهو ثالث وابعد كوكب عن نجمه، يسبقه وولف 1061 ب وولف 1061 ج. له دور مداري يبلغ حوالي 67 يوم.

## قابلية السكن
على الرغم من انخفاض التدفق النجمي، إلا أن وجود غازات دفيئة إضافية مثل الميثان أو حتى الهيدروجين قد يجعل وولف 1061 د قابلًا للسكن باحتمالية طفيفة، نظرًا للاحتمالية الكبيرة لكونه نبتون الصغير جنبًا إلى جنب مع الشكوك حول كونه صالح للحياة بالمفهوم الأرضي التقليدي، مما يجعله مرشحًا ضعيفًا ليكون صالحًا للسكن.

## روابط خارجية
- فيديو يحاكي شكل نظام وولف 1016 أعدته جامعة جامعة نيو ساوث ويلز.